# Stefan Selakovic
Stefan Selakovic (ur. 9 stycznia 1977 w Varbergu) – szwedzki piłkarz pochodzenia serbskiego grający na pozycji napastnika. Nosi przydomek „Sella”.

## Kariera klubowa
Selakovic urodził się w mieście Varberg. Piłkarską karierę rozpoczął w tamtejszym zespole Varbergs GIF i występował tam w 3. lidze do roku 1996. Wtedy to przeniósł się do pierwszoligowego Halmstads BK. W początkowych latach był rezerwowym w tym klubie i także jako rezerwowy wywalczył mistrzostwo Szwecji w 1997 roku. W pierwszym składzie Halmstad Selakovic zaczął grać w 1999 roku, a w 2000 roku sięgnął po swój drugi tytuł mistrzowski. Natomiast w 2001 roku zdobywając 15 goli w lidze wywalczył tytuł króla strzelców.
W lipcu 2001 Selakovic przeszedł do SC Heerenveen. W ataku początkowo występował wraz ze swoim rodakiem Marcusem Allbäckiem, a w obronie klubu grał także inny Szwed, Erik Edman. W pierwszym sezonie gry Stefan zajął ze swoim klubem 4. miejsce w lidze, a w 2002/2003 strzelił 8 goli (najwięcej za czasów gry w Holandii), ale jego klub zakończył rozgrywki dopiero na 7. pozycji. Natomiast w 2004 roku po raz drugi zakończył sezon z Heerenveen na 4. miejscu, a w 2004/2005 rozegrał tylko rundę jesienną i zimą powrócił do ojczyzny.
Selakovic w zimowym oknie transferowym 2005 podpisał kontrakt z IFK Göteborg. W całym sezonie strzelił 9 bramek i został wicemistrzem kraju. W 2006 roku grał już jako pomocnik zaliczając 6 trafień w Allsvenskan, ale IFK spisało się słabiej i zakończyło sezon w środku tabeli. W połowie sezonu o mało co nie trafił do więzienia, gdyż oskarżono go o problemy z podatkami, lecz ostatecznie „Sella” został uniewinniony. W 2007 roku wywalczył mistrzostwo Szwecji, a w 2009 – wicemistrzostwo tego kraju. W 2013 roku wrócił do Halmstads BK.
| Sezon   | Klub          | Kraj     | Rozgrywki   | Mecze | Bramki |
| ------- | ------------- | -------- | ----------- | ----- | ------ |
| 1993    | Varbergs GIF  | Szwecja  | 3. liga     | ?     | ?      |
| 1994    | Varbergs GIF  | Szwecja  | 3. liga     | ?     | ?      |
| 1995    | Varbergs GIF  | Szwecja  | 3. liga     | ?     | ?      |
| 1996    | Halmstads BK  | Szwecja  | Allsvenskan | 12    | 0      |
| 1997    | Halmstads BK  | Szwecja  | Allsvenskan | 15    | 3      |
| 1998    | Halmstads BK  | Szwecja  | Allsvenskan | 17    | 1      |
| 1999    | Halmstads BK  | Szwecja  | Allsvenskan | 25    | 7      |
| 2000    | Halmstads BK  | Szwecja  | Allsvenskan | 25    | 10     |
| 2001    | Halmstads BK  | Szwecja  | Allsvenskan | 25    | 16     |
| 2001/02 | SC Heerenveen | Holandia | Eredivisie  | 14    | 5      |
| 2002/03 | SC Heerenveen | Holandia | Eredivisie  | 29    | 8      |
| 2003/04 | SC Heerenveen | Holandia | Eredivisie  | 33    | 4      |
| 2004/05 | SC Heerenveen | Holandia | Eredivisie  | 14    | 2      |
| 2005    | IFK Göteborg  | Szwecja  | Allsvenskan | 25    | 9      |
| 2006    | IFK Göteborg  | Szwecja  | Allsvenskan | 24    | 6      |
| 2007    | IFK Göteborg  | Szwecja  | Allsvenskan | 26    | 3      |
| 2008    | IFK Göteborg  | Szwecja  | Allsvenskan | 26    | 2      |
| 2009    | IFK Göteborg  | Szwecja  | Allsvenskan | 29    | 5      |
| 2010    | IFK Göteborg  | Szwecja  | Allsvenskan | 28    | 5      |
| 2011    | IFK Göteborg  | Szwecja  | Allsvenskan | 19    | 7      |
| 2012    | IFK Göteborg  | Szwecja  | Allsvenskan | 24    | 4      |
| 2013    | Halmstads BK  | Szwecja  | Allsvenskan |       |        |

## Kariera reprezentacyjna
Reprezentacyjną karierę Selakovic rozpoczął od występów w młodzieżowej reprezentacji Szwecji U-21. Natomiast 10 lutego 2001 rozegrał swój premierowy mecz w pierwszej reprezentacji „Trzech Koron”, który Szwedzi wygrali 4:1 z Tajlandią.